# Так мало тут тебе
Так мало тут тебе — перший сингл українського гурту Друга Ріка з третього студійного альбому «Рекорди», який було випущено у 2005 році. Сингл став дуже популярним та 32 тижні протримався в українських хіт-парадах. Також на пісню існує й реміксована версія авторства Andy Redanka, котрий робив ремікси для U2, Duran Duran та Робі Вільямса
У 2012 році гурт виконав дуетом з гуртом The Hardkiss оновлену акустичну версію пісні.

## Музичний кліп
Знімальний процес був ускладнений тим, що на кіностудії «Мосфільм» було засвічено плівку. Через це довелося все перезнімати наново. Режисером нової роботи став Андрій Рожен. Це відео стало першим, у якому другий гітарист гурту — Сергій Біліченко не знімався (надалі він з'являвся у кліпах гурту вкрай рідко).

## Список композицій
| #  | Назва                                       | Тривалість |
| -- | ------------------------------------------- | ---------- |
| 1. | «Так мало тут тебе»                         | 3:11       |
| 2. | «Так мало тут тебе (дует із The Hardkiss)»  | 3:38       |
| 3. | «Так мало тут тебе (Andy Redanka Club Mix)» | 3:39       |

## Учасники запису
Друга Ріка
- Валерій Харчишин — вокал
- Олександр Барановський — гітара
- Дорошенко Олексій — ударні
- Біліченко Сергій — гітара
- Віктор Скуратовський — бас-гітара
- Сергій Гера —  клавішні

## Чарти
| Чарт (2005)                                                  | Позиція |
| ------------------------------------------------------------ | ------- |
| Ukraine Top 40 [Архівовано 20 січня 2018 у Wayback Machine.] | 19      |